# 1696 en musique classique
| \| • Retour à la chronologie générale de la musique classique • \| |
| Grèce • Rome • Haut Moyen Âge • VIIIe siècle • IXe siècle • Xe siècle • XIe siècle XIIe siècle • XIIIe siècle • XIVe siècle • XVe siècle • XVIe siècle • XVIIe siècle XVIIIe siècle • XIXe siècle • XXe siècle • XXIe siècle |
| • Retour à la chronologie générale de la musique classique • |

| Années en musique classique : 1693 - 1694 - 1695 - 1696 - 1697 - 1698 - 1699    |
| Décennies en musique classique : 1660 - 1670 - 1680 - 1690 - 1700 - 1710 - 1720 |

## Événements
- 15 janvier : première  de Jason ou la Toison d'or, tragédie lyrique de Pascal Collasse, à l'Académie royale de musique (Paris).
- Ariane et Bacchus, tragédie lyrique de Marin Marais.
- Venus en Adonis, singspiel de Hendrik Anders.
- Frische Clavier-Früchte, sept sonates pour clavecin de Johann Kuhnau.

## Naissances

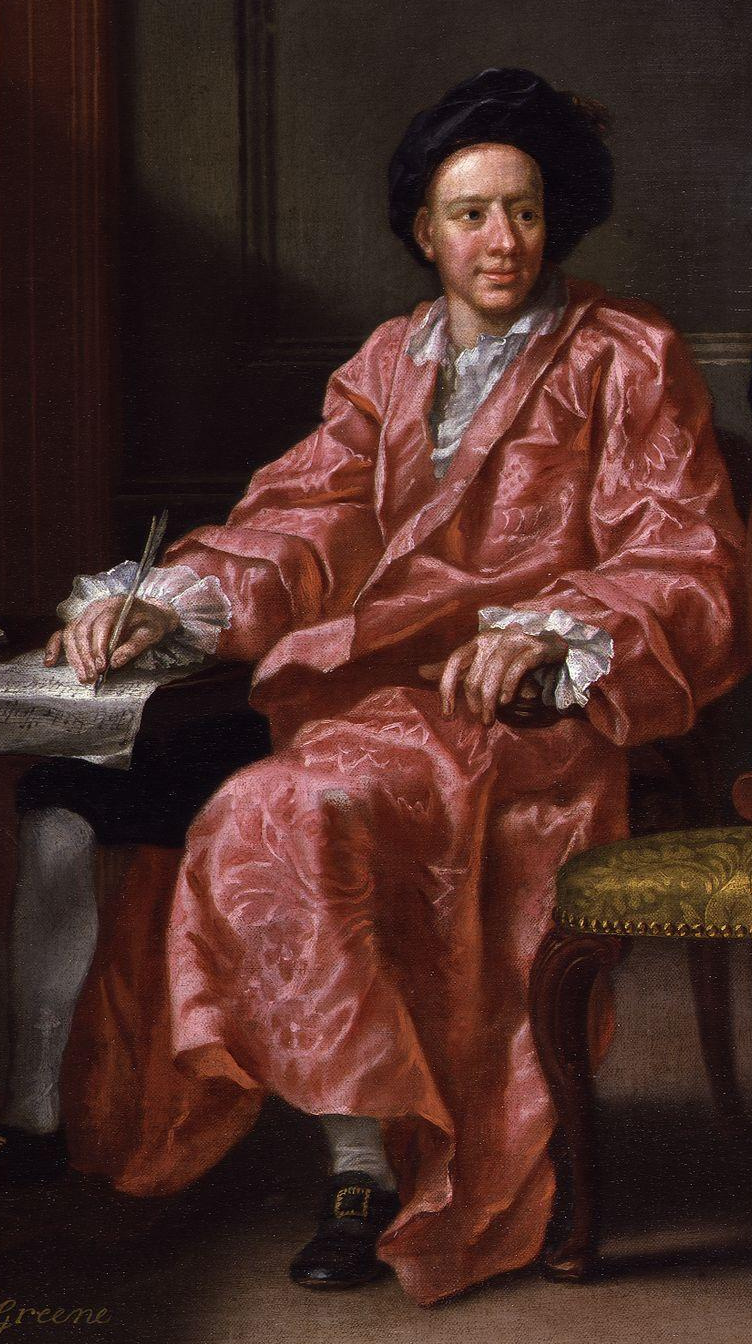
Maurice Greene par Francis Hayman.

- 10 février : Johann Melchior Molter, compositeur allemand († 12 janvier 1765).
- 17 février : Ernst Gottlieb Baron, compositeur et luthiste allemand († 12 avril 1760).
- 29 février : Esprit Antoine Blanchard, maître de musique et compositeur français († 10 avril 1770).
- 21 mars : Pierre Février, compositeur, claveciniste et organiste français († 5 novembre 1760).
- 2 avril : Francesca Cuzzoni, soprano italienne († 19 juin 1778).
- 12 août : Maurice Greene, compositeur britannique († 1er décembre 1755).
- 11 novembre : Andrea Zani, compositeur et violoniste italien († 28 septembre 1757).

## Décès
- 29 juin : Michel Lambert, théorbiste et compositeur français (° 1610)
- 25 juillet : Clamor Heinrich Abel, compositeur allemand (° 1634).

Date indéterminée :
- Daniel Danielis, compositeur belge (° 1635).
- Pierre Gaultier, compositeur français (° 1642).